# نيكولاس فالنتيني
نيكولاس فالنتيني (بالإسبانية: Nicolás Valentini)‏ هو لاعب كرة قدم أرجنتيني، ولد في 6 أبريل 2001 في مدينة جونين، مقاطعة بوينس آيرس في الأرجنتين.

## وصلات خارجية
- نيكولاس فالنتيني على موقع قاعدة بيانات كرة القدم.إي يو (الإنجليزية)
- نيكولاس فالنتيني على موقع Soccerbase.com (لاعب) (الإنجليزية)
- نيكولاس فالنتيني على موقع Soccerway.com (الإنجليزية)
- نيكولاس فالنتيني على موقع عالم كرة القدم.نت (الإنجليزية)